# Prick
|  | Wiktionary har en ordboksartikel om prick. |

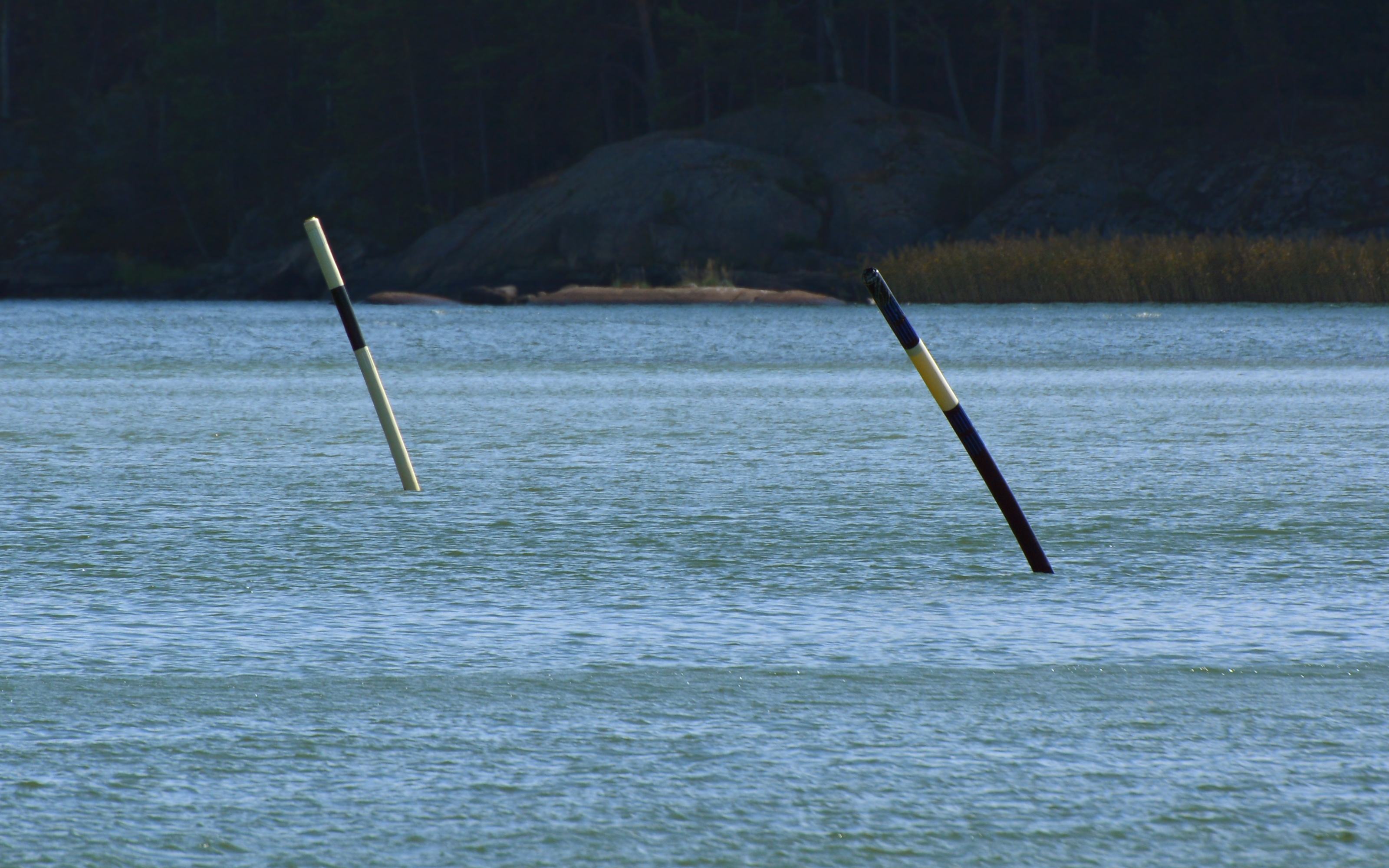
Kardinalprickar vid Själö i Nagu.

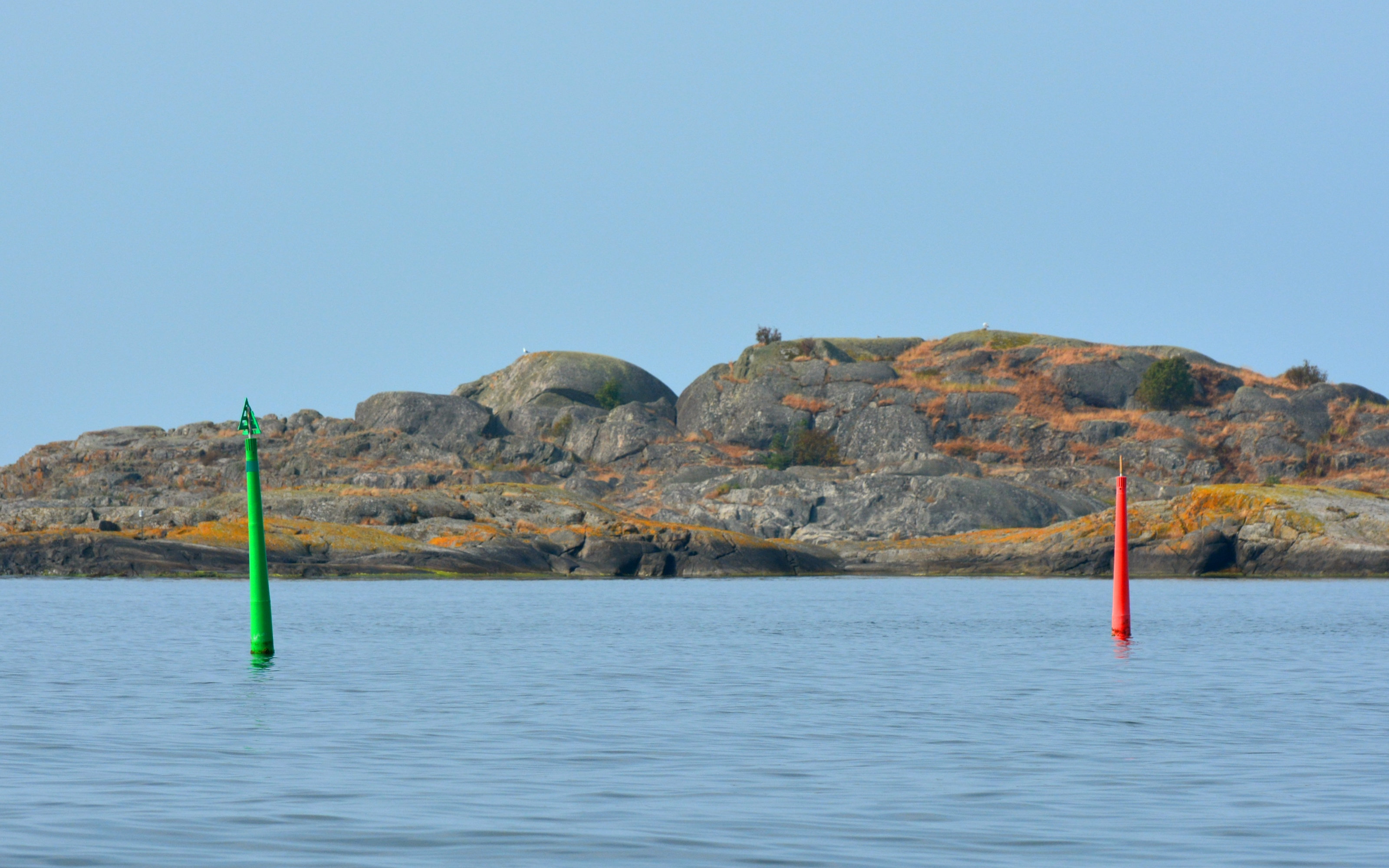
Lateralprickar vid Galthålet mellan Landsort och Torö.

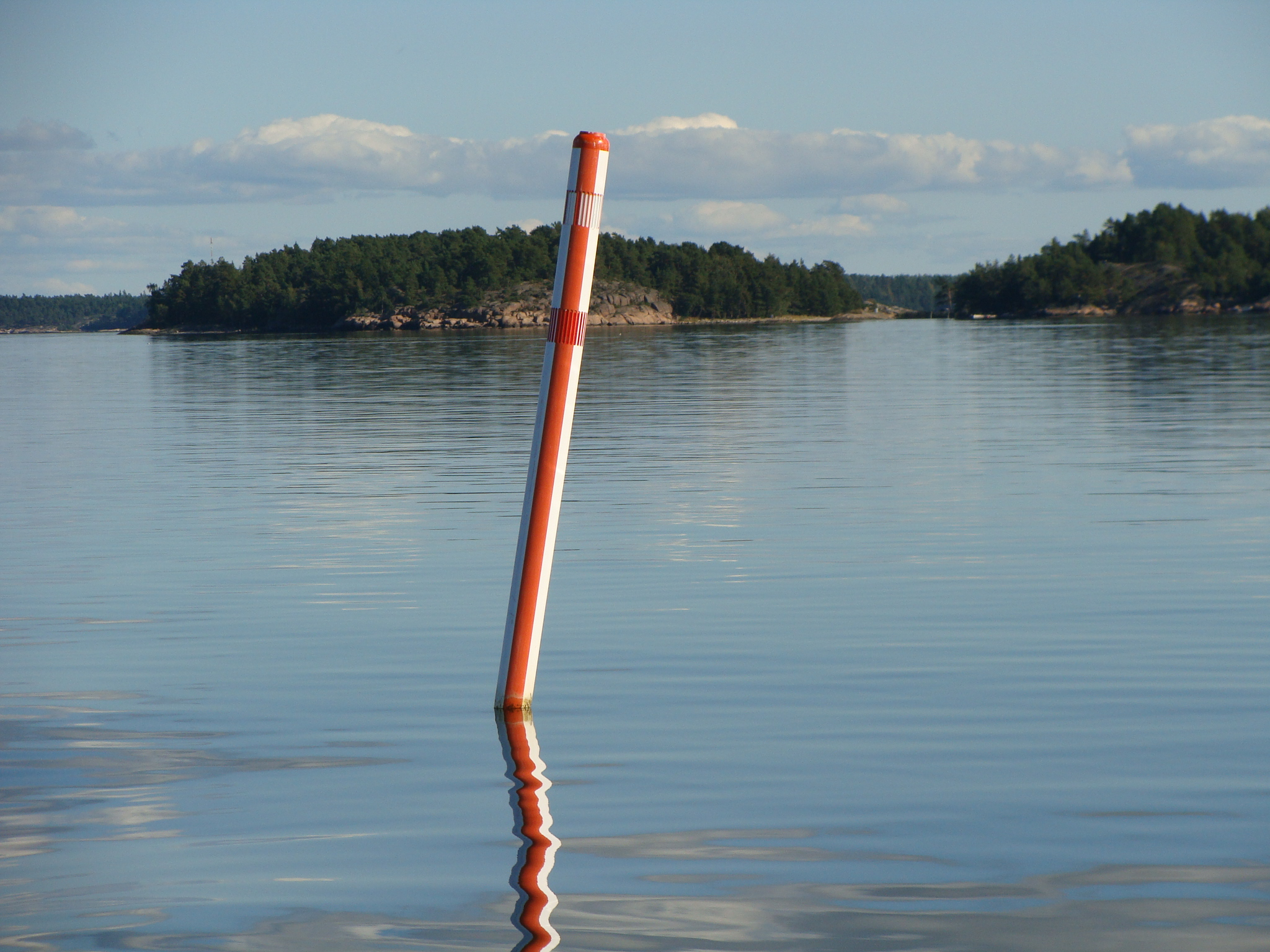
Mittledsprick vid Vattkast i Korpo.

Prickar är stavformade, flytande sjömärken som används för att utmärka grund och farleder. I Finland förekommer också namnet remmare. De skiljer sig från bojar genom sin långsmala, cylindriska form.
De vanligaste prickarna är svartgula kardinalprickar och röda eller gröna lateralprickar. Kardinalprickarnas namn anger det väderstreck på vilken sida farleden (eller segelbart vatten) är belägen. Man skall alltså passera norr om en nordprick. Lateralprickar (styrbords- och babordsprickar) skall, då man följer farledens nominella riktning (utmärkt i sjökortet, i allmänhet in mot hamn) lämnas på den sida deras namn anger och på motsatt sida då ens kurs är motsatt den nominella riktningen. Styrbordspricken i ”System A” är grön, liksom fartygs styrbordslanterna, och babordspricken röd, liksom fartygs babordslanterna. Utöver kardinalmärken och lateralmärken finns även punktmärken (som placeras över själva grundet), mittledsmärken (som markerar fritt vatten) och specialmärken.
Prickarna är internationellt standardiserade av IALA. Av historiska orsaker har lateralmärkena omvända färger i ”System A”, som används i Europa, Afrika, Australien och största delen av Asien, och ”System B”, som används i Amerika, Filippinerna, Sydkorea och Japan. Förut fanns flera nationella standarder. Sjötrafikföreskrifterna innehåller de allmänna bestämmelserna för utprickningssystemet i Sverige, vilket till största delen följer internationellt mönster (enligt ”System A”).